# Radio Beromünster

Die Sendeanlagen von Radio Beromünster

Radio Beromünster war ein öffentlich-rechtliches Schweizer Radioprogramm, das über den Landessender Beromünster, eine Sendeanlage für Mittelwellenrundfunk, übertragen wurde. Betrieben wurde Radio Beromünster durch die am 24. Februar 1931 gegründete und als Verein organisierte Schweizerische Rundspruchgesellschaft SRG. Der Sender Beromünster diente während des Zweiten Weltkriegs als wichtige Informationsquelle für die Bevölkerung in den besetzten Gebieten Europas. Er lieferte Nachrichten, die nicht von den Propagandamaschinen der Achsenmächte beeinflusst waren, und war damit eine der wenigen Möglichkeiten, unzensierte Informationen zu erhalten.

## Geschichte

Landessender Beromünster, Innenaufnahme, der Sender von Marconi Wireless Telegraph Company
(etwa 1930 bis 1935)

Der Sender nahm am 11. Juni 1931 seinen Betrieb auf. Nach einer Erhöhung der Sendeleistung von 60 kW auf 100 kW und Inbetriebnahme des Blosenbergturms 1937 konnte Radio Beromünster in weiten Teilen Europas empfangen werden. Der Landessender als öffentlich-rechtlicher Rundfunk wurde zu einer wichtigen unabhängigen Informationsquelle im Zweiten Weltkrieg. 
Namensgebend war das Chorherrenstift St. Michael Beromünster. Der Ort Münster LU
wurde wegen des Radiosenders in Beromünster umbenannt, um den Sender von der MW-Station Münster in Westfalen zu unterscheiden. Hätte die Gemeinde dem Namenswechsel nicht zugestimmt, wäre der in der Gemeinde Gunzwil gelegene Landessender nach dem nahen Städtchen Sursee benannt worden. 
Die NS-Propaganda im benachbarten Deutschland beruhte wesentlich auf dem neuen Medium Radio, dem Volksempfänger, der im Auftrag von Joseph Goebbels entwickelt worden war. Für die Abwehr dieser Propaganda im Rahmen der Geistigen Landesverteidigung war der Landessender nicht nur für die Schweiz, sondern auch für Deutschland, Österreich und bis nach Polen von grosser Bedeutung. Die ausländische «Rundfunkpropaganda» war der NS-Führung ein Dorn im Auge, und entsprechend galten zum Beispiel Radio Moskau und die britische BBC, aber auch Radio Beromünster aus der neutralen Schweiz, als Feindsender, deren Empfang unter Androhung von Haft im Deutschen Reich verboten wurde. Trotzdem wurde Radio Beromünster im Geheimen gehört.
Der Historiker Jean Rudolf von Salis war in den Jahren von 1940 bis 1946 mit seiner Weltchronik, die jeden Freitagabend um sieben Uhr ausgestrahlt wurde, die wichtigste Stimme von Radio Beromünster. Der Landessender blieb aber auch in der Nachkriegszeit eine wichtige unabhängige Informationsquelle, die nicht nur in der Schweiz regelmässig gehört wurde. Aus dem Rundfunk ging das Schweizer Radio DRS hervor.
Der Zuger Lehrer Fridolin Stocker war Initiant der populären «Radiowanderungen», die er ab 1961 jeden Freitag auf Radio Beromünster moderierte.
Am 29. Dezember 2008 um 00:00 Uhr MEZ wurde die Übertragung der Musigwälle 531 mit der Schweizer Nationalhymne beendet. Die drei folgenden Tage informierte noch eine aufgeschaltete Ansage, dass der Sender ab Neujahr 2009 nicht mehr senden werde. Am 31. Dezember 2008 um genau 23:59:01 Uhr wurde dann das Trägersignal auf 531 kHz abgeschaltet.

## Pausenzeichen
Zwischen zwei Sendungen wurden Pausenzeichen gesendet, welche die Unterbrechung überbrücken sollten und auch der Sendererkennung dienten. Bei den drei Deutschschweizer Radiostudios waren dies:
- Basel: Westminsterschlag
Die Audiowiedergabe wird in deinem Browser nicht unterstützt. Du kannst die Audiodatei herunterladen.
- Bern: Casimir Meister, D’ Zyt isch do (1926–66, Musikdose)[7]
Die Audiowiedergabe wird in deinem Browser nicht unterstützt. Du kannst die Audiodatei herunterladen.
- Zürich
Die Audiowiedergabe wird in deinem Browser nicht unterstützt. Du kannst die Audiodatei herunterladen.

Die Tonbeispiele sind MIDI-Dateien gemäss der Notation, keine Originalaufnahmen.